# Gloria Gallardo (chính trị gia)

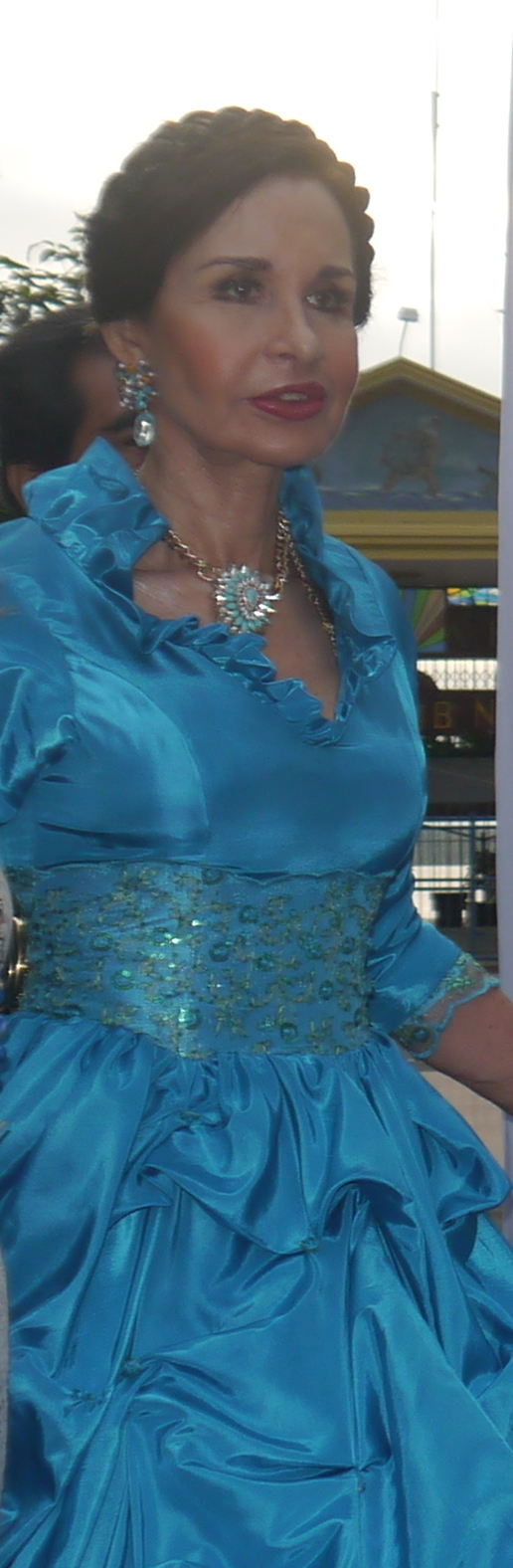
Gloria Gallardo

Gloria Ana Gallardo Zavala là một chính trị gia và là cựu nhà báo người Ecuador.
Gallardo trước đây là một giám đốc tin tức của Nepavisa. Cô là một promoter dân của thị trưởng của León Febres Cordero ở Guayaquil, từ năm 1992 đến năm 2000. Cô tham gia thay mặt cho Đảng Xã hội Kitô giáo như một ứng cử viên cho Quốc hội lập hiến của Ecuador vào năm 1997 và 1998, và được bổ nhiệm một trong những thành viên hội đồng có số phiếu bầu cao nhất. Năm 2000, cô được bầu làm ủy viên hội đồng thành phố thành phố Guayaquil, một vị trí mà cô đã từ chức bốn ngày sau đó để tranh cử chức phó tổng thống cùng với Osvaldo Hurtado.
Sau đó, Gallardo đã giành được một ghế trong Quốc hội Ecuador sau cuộc bầu cử lập pháp, đại diện cho PRIAN, nhưng đã bị Tòa án bầu cử tối cao của Ecuador bãi nhiệm một năm sau đó. Cô hiện là Giám đốc Xúc tiến Du lịch và Dân sự của thành phố Guayaquil.